# 鳞沙蚕属
鳞沙蚕属（学名：Aphrodita）为鳞沙蚕科的一个属。

## 下属物种
本属包括以下物种：
- 鳞沙蚕 Aphrodita aculeata Linnaeus, 1758
- 阿山鳞沙蚕 Aphrodita alta kinberg, 1856
- 澳洲鳞沙蚕 Aphrodita australis Baird, 1865
- 日本鳞沙蚕 Aphrodita japonica Marenzeller, 1879
- 海鼠鳞沙蚕 Aphrodita talpa Quatrefages, 1865